# وانا کووست
وانا کووست (به لاتین: Vana-Kuuste) یک روستا در استونی است که در دهستان کامبیا واقع شده‌است.